# Sint-Andrieskapel (Strijpen)
De Sint-Andrieskapel is een kapel op de Sint-Andriessteenweg in Strijpen, deelgemeente van de Belgische stad Zottegem. De kapel is een rechthoekig gebouw met driezijdige sluiting, in traditionele stijl onder zadeldak uit de 17de tot 18de eeuw. De Sint-Andrieskapel stond al aangegeven op de kaart van cartograaf Philips De Dijn uit 1626 . Sinds 1983 is de kapel als monument beschermd. De Sint-Andrieskapel was een bedevaartsoord waar men heen ging om een echtgenoot en goed weer te krijgen en om koortsen af te weren. Op 30 november 2023 werd een nieuw Sint-Andreasbeeld onthuld voor in de kapel, van de hand van houtsnijder Roger De Clercq.

## Afbeeldingen

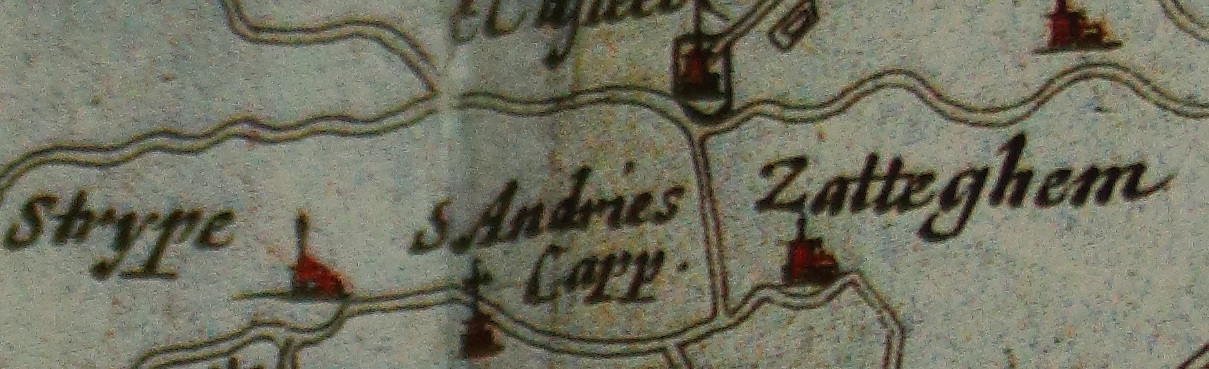
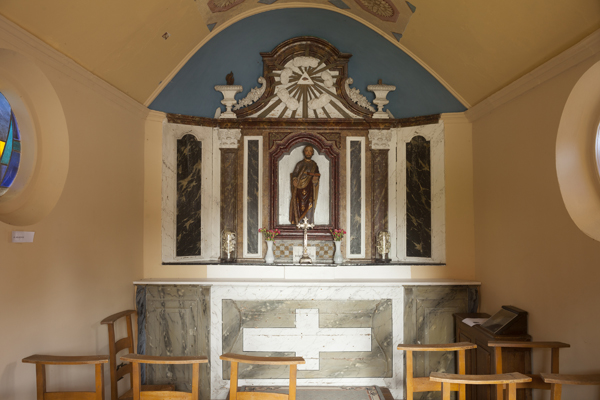
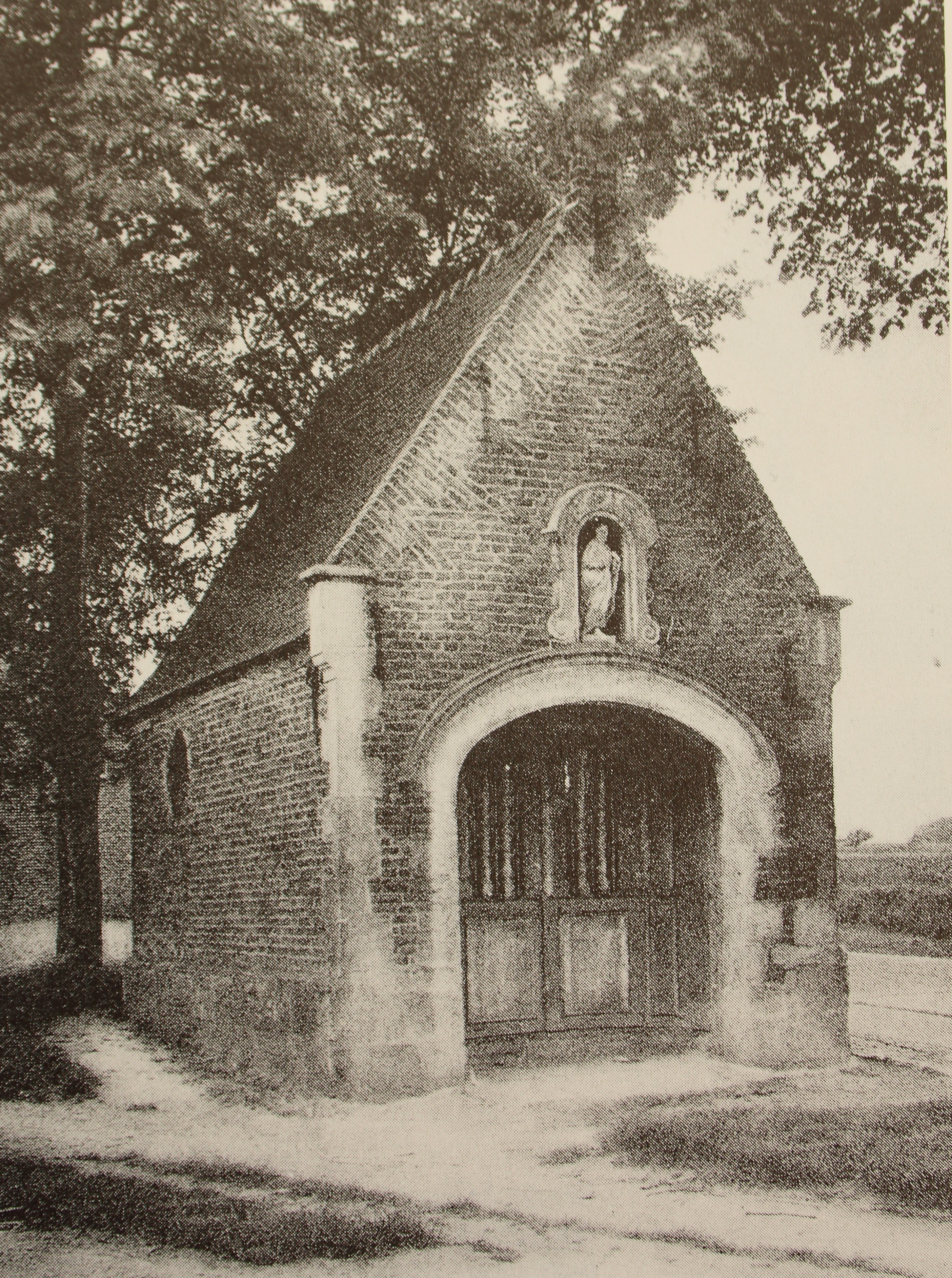
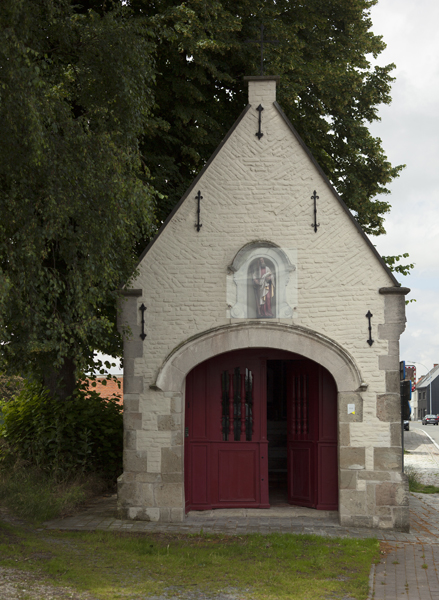
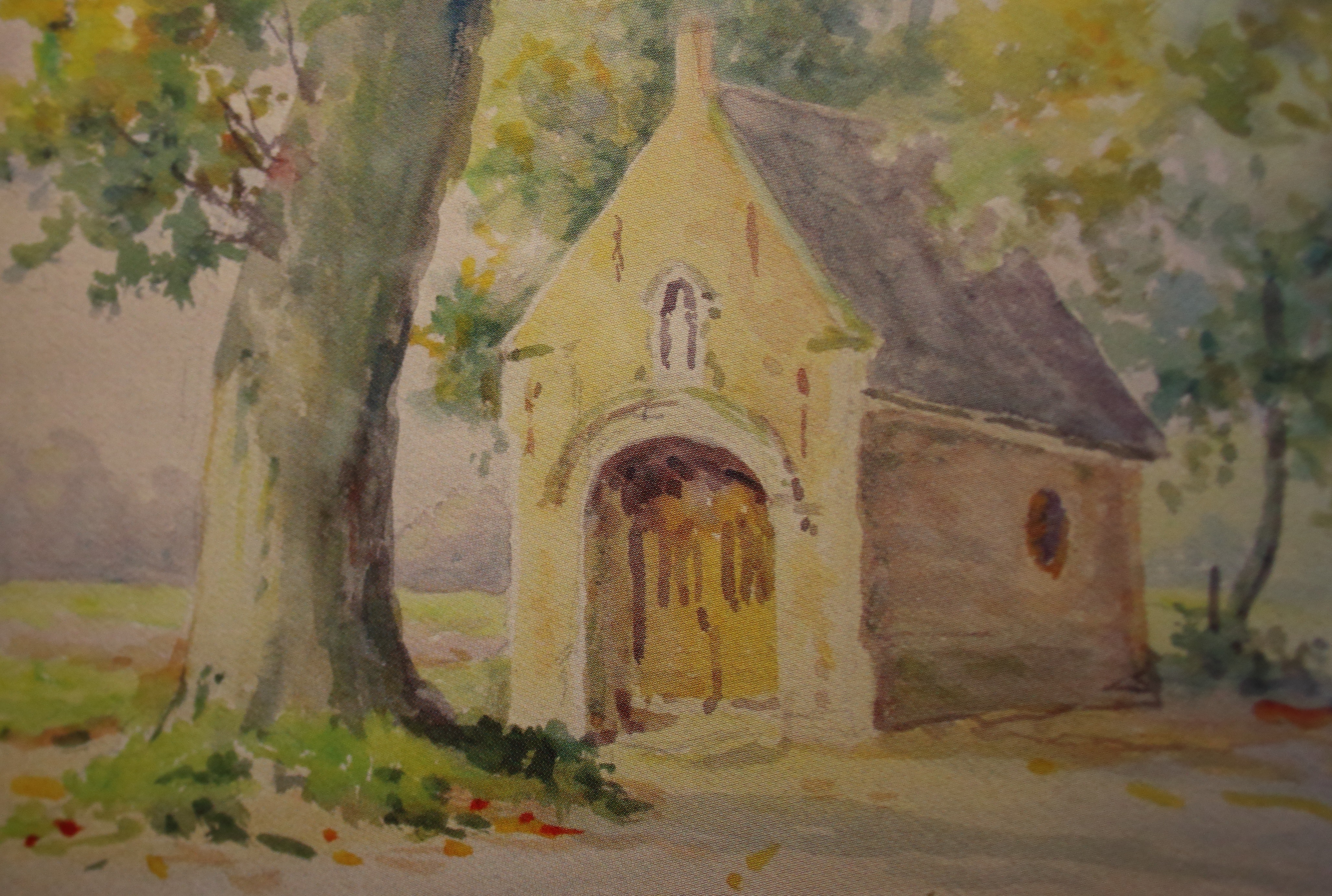
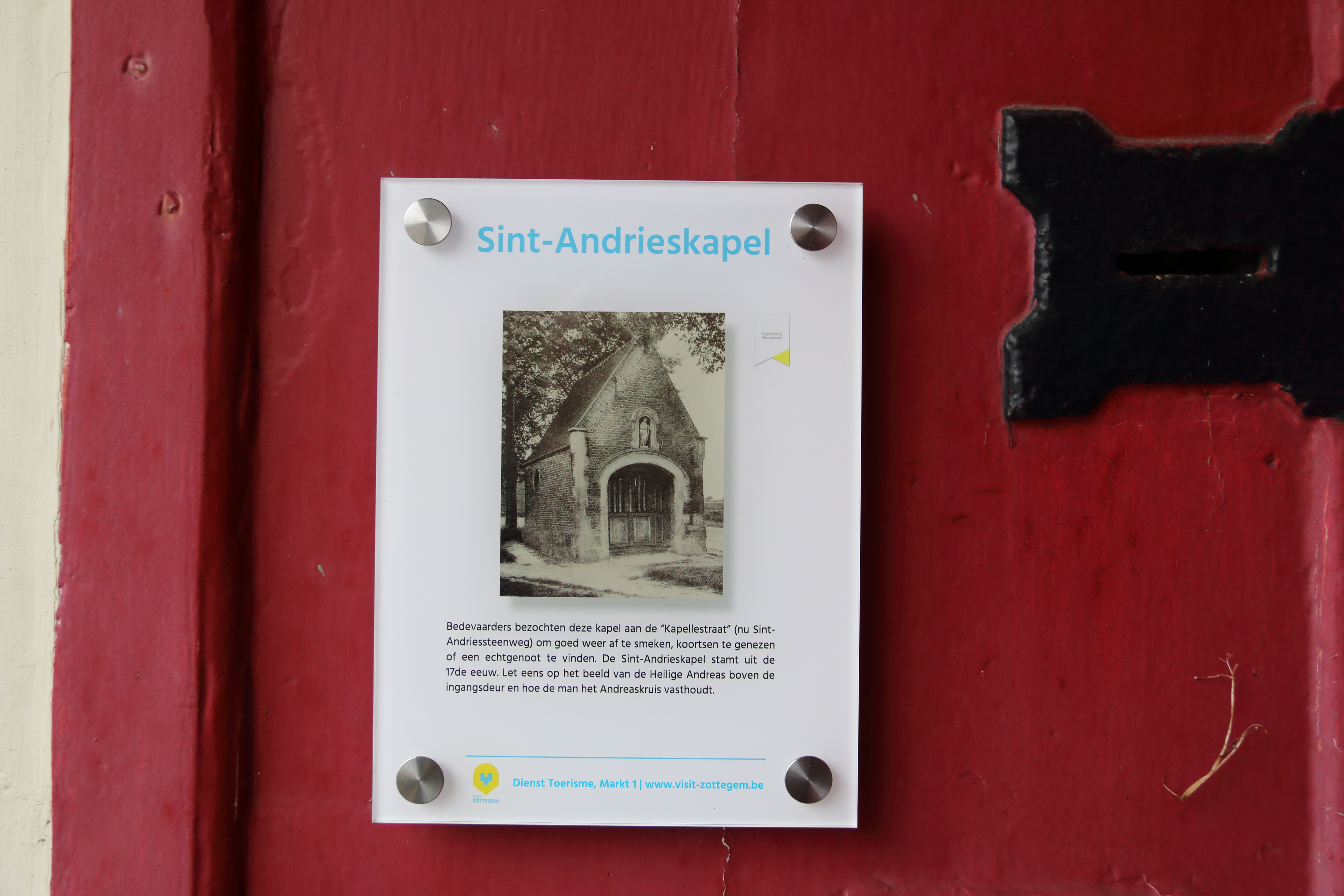